# 长春基督教会

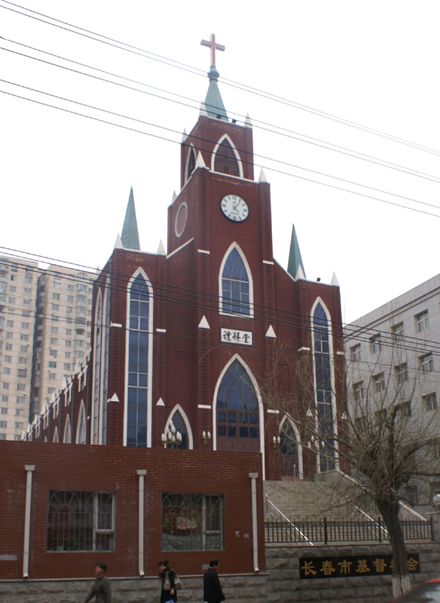
长春基督教会

长春基督教会又称西五马路教堂，位于中国吉林省长春市南关区西五马路615号，是长春市历史上最重要和最大的基督教教堂之一，也是吉林省和长春市基督教协会、基督教三自爱国运动委员会的所在地。

## 历史
- 1886年，爱尔兰基督教长老会派遣传教士傅多玛来长春传教。1888年首次为信徒洗礼。[1]　[2]
- 1893年，英格兰传教士纪里备来长春传教，四年后购得现教会所在地块，在此创办教会。
- 1902年，在此创办基督教施医院，现已发展为长春市妇产医院。
- 1907年，创建了萃文男子学校（现西五马路小学址）。
- 1912年，设立了萃文女子学校（现西五马路小学址）。
- 1920年，纪里备去世。
- 1930年，中英两国基督会的教友感念其恩，捐资修建了二层楼的学道馆。
- 1934年英国牧师张士敦在教会院内修建了一座单峰钟楼爱尔兰风格的大礼拜堂。 1940年又修建的小礼拜堂。
- 1941年，英日关系紧张后，日本接管此教堂并作为满洲国基督教联合会本部使用。
- 1996年，在社会各界的捐助下，教会拆除了原来的大礼拜堂，在原址上新修了一个三层的爱尔兰建筑风格的大礼拜堂，1998年6月建成。新的大礼拜堂分为上、中、下三层，为爱尔兰式建筑风格，可容纳六千人。

## 礼拜时间
礼拜时间：星期三 16:00；星期五 16:00；星期六 9:00；星期日 8:00。

## 长春市部分其他三自教会
小河沿教会
海口路教会
繁荣教会
净水教会
松辉路教会